# 북방문화박물관

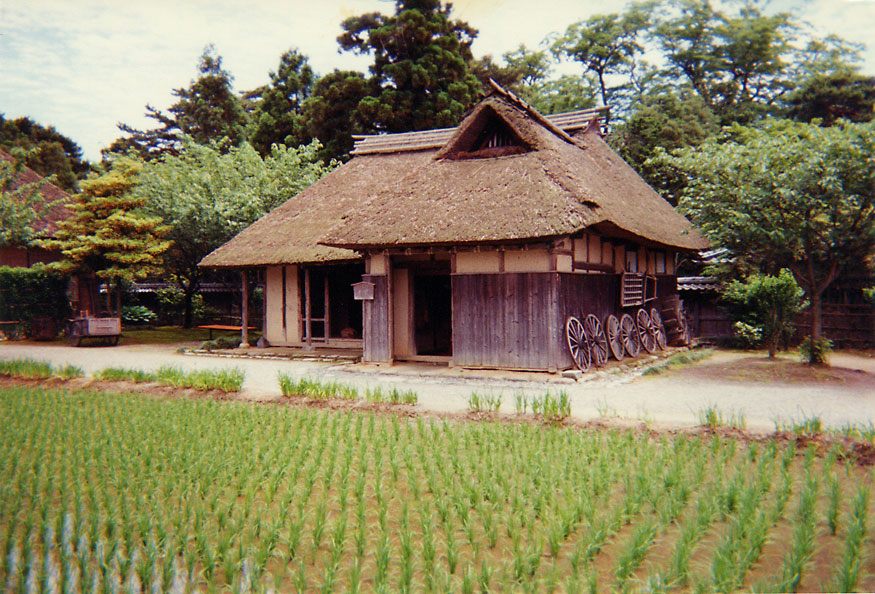
관내에 있는 논과 에도 시대의 민가

북방문화박물관(일본어: 北方文化博物館 홋포분카하쿠부쓰칸[*])는 니가타현 니가타시 고난구에 위치한 박물관이다. 이토 분치키의 저택을 박물관으로 재정비하였으며, 주오구에 분관이 존재한다. 2000년 4월 28일에는 주요 건물 등 총 26건과 분관의 7건에 대해 국가 등록 유형 문화재로 등록되었다.
2017년 4월 현재 대인 800엔의 입장료를 받고 있다. 주차장이 매우 넓고 무료로 운영되고 있다. 한국인 통역가이드는 없으며, 전시품중 일부는 QR코드로 영어로 해석이 가능하다.

## 같이 보기
- (일본어) 공식 웹사이트